# Rouaansekaai
De Rouaansekaai is een straat in Middelburg in de provincie Zeeland.
Middelburg was een welvarende handelsstad, zowel de VOC als de WIC hadden er een zogeheten 'kamer'. Veel Engelse en Franse schepen deden de Middelburgse haven aan. Rond 1540 werd een nieuwe haven aangelegd die bereikbaar was via een kort daarvoor aangelegd kanaal. Langs de route naar de nieuwe haven werden kades aangelegd die werden vernoemd naar het soort handel (bijvoorbeeld bier of turf) of de herkomst van de handel - in dit geval de Franse stad Rouen, vroeger Rouaan genaamd.
De Rouaansekaai is gelegen tussen de Rotterdamsekaai en de Bierkaai. Tussen huisnummer 23 en 25 bevindt zich een toegangspoort naar de Kuiperspoort. De kademuren aan de Rouaansekaai dateren uit de 16e eeuw en werden in 1866-1867 deels vernieuwd. In 2011 werd de circa 270 meter lange kademuur gerestaureerd.

## Rijksmonumenten
In en aan de Rouaansekaai bevinden zich 26 rijksmonumenten waaronder 23 woonhuizen uit de 18e-19e eeuw. Aan de noordkant staat het Monument voor de Nieuwe Haven. Twee bruggen over de 2e Binnenhaven, de Spijkerbrug en de Bellinkbrug, verbinden de Rouaansekaai respectievelijk met de Binnendijk en de Kinderdijk.

De woonhuizen:
- Rouaansekaai 1, huis met rechte gevel aan straat[3]
- Rouaansekaai 3, huis met gecementeerde ingezwenkte lijstgevel[4]
- Rouaansekaai 5, huis met aan de hoeken afgeschuinde lijstgevel[5]
- Rouaansekaai 9, huis met rechte gevel en schilddak aan de straat[6]
- Rouaansekaai 11, huis genaamd 'Den vogel struys'[7]
- Rouaansekaai 13, huis genaamd s-hertogenbosch'[8]
- Rouaansekaai 15, huis genaamd 'Bordeaux oxhooft'[9]
- Rouaansekaai 17, huis Sint Pieter[10]
- Rouaansekaai 19, huis genaamd 'Norenburch'[11]
- Rouaansekaai 21, huis met lijstgevel op hardstenen plint met zwarte banden[12]
- Rouaansekaai 23, huis met rechte gevel op plint van hardsteen met zwarte banden[13]
- Rouaansekaai 25, huis met lijstgevel, benedenstuk met gebosseerde bepleistering[14]
- Rouaansekaai 27, huis genaamd 'De oranjestam'[15]
- Rouaansekaai 29, huis met geverfde gevel op natuurstenen plint aan de top afgesloten door lijst met hoekvoluten[16]
- Rouaansekaai 31, huis met rechte bakstenen gevel op hardstenen plint[17]
- Rouaansekaai 33, huis met klokgevel, metselwerk middengedeelte[18]
- Rouaansekaai 35, huis genaamd 'Het witte hardt'[19]
- Rouaansekaai 37, huis genaamd 'De engel gabriel'[20]
- Rouaansekaai 39, huis met rechte gevel op plint van hardsteen met zwarte banden[21]
- Rouaansekaai 41, huis genaamd 'De vogel fenix'[22]
- Rouaansekaai 43, huis met brede lijstgevel en schilddak aan de straat[23]
- Rouaansekaai 45, huis met lijstgevel op in blokken gepleisterde plint[24]
- Rouaansekaai 47, huis Engelenburg[25]

## Fotogalerij

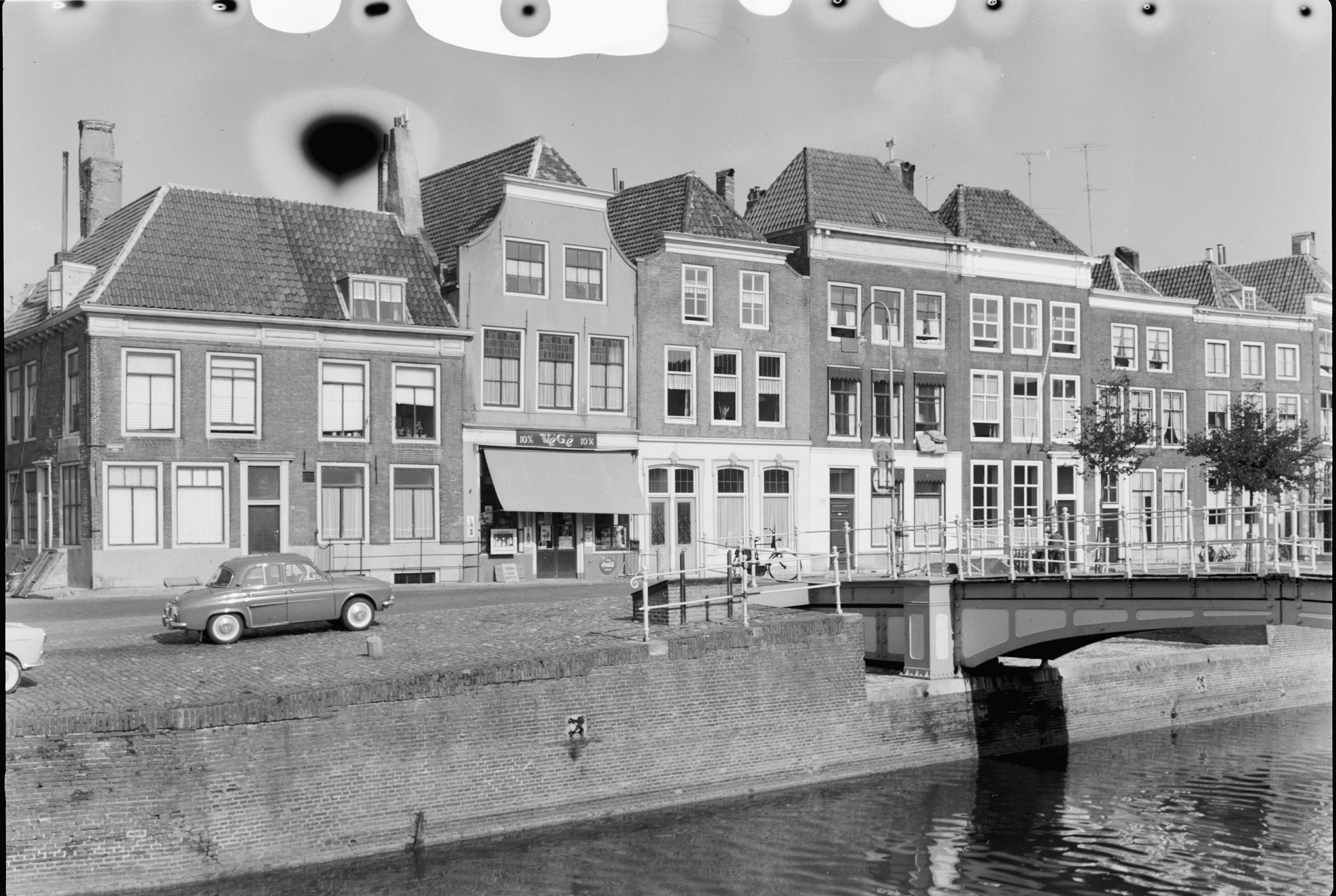
Overzicht Rouaansekaai 1 - 15
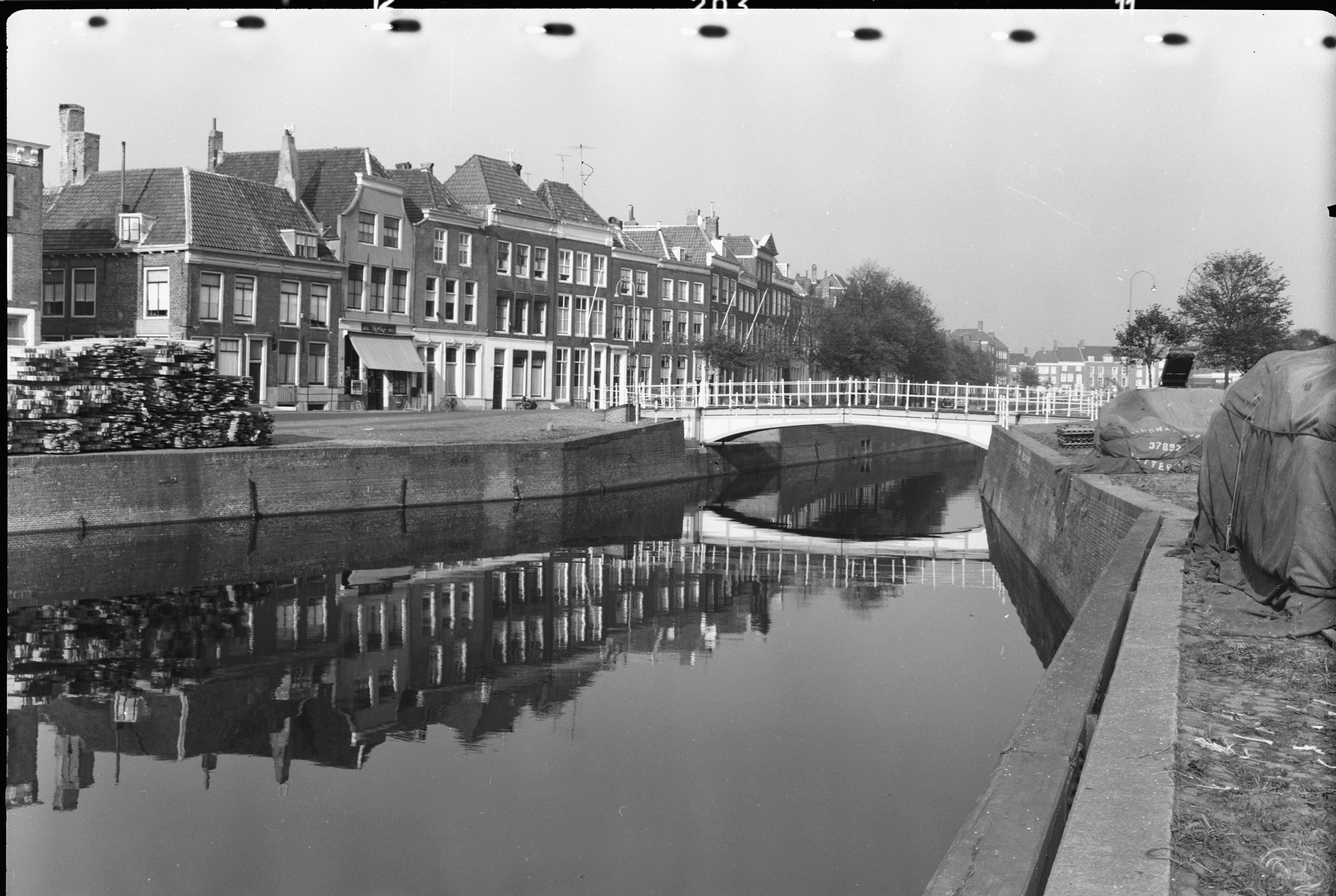
Gezicht op de Rouaansekaai met de Bellinkbrug op de voorgrond
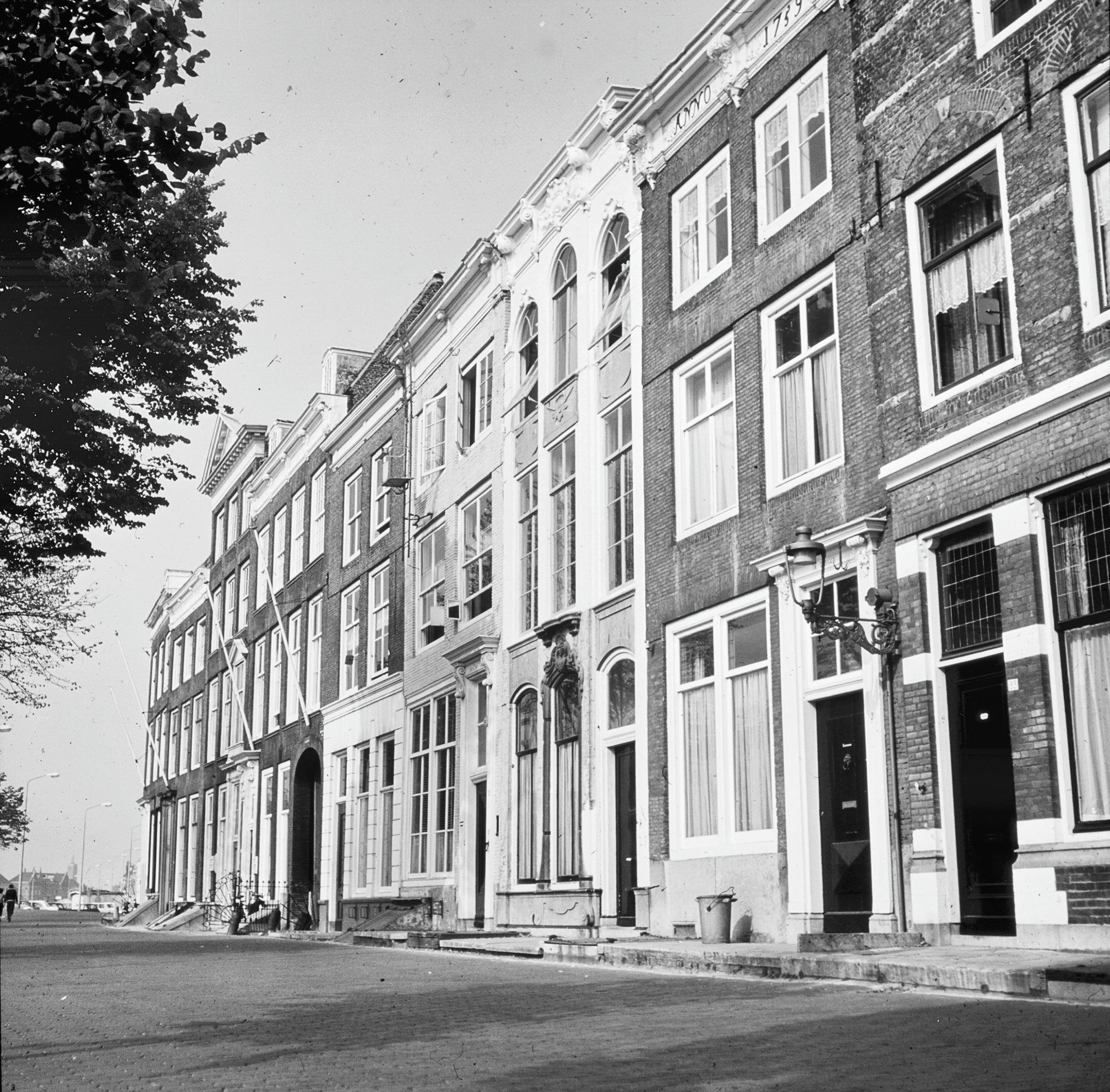
Rouaansekaai 19 - 35